# De Cobra
De Cobra (Originele titel: The Cobra) is een boek van de Britse auteur Frederick Forsyth. Het boek beschrijft de strijd tegen de cocaïnehandel. Cal Dexter en Paul Devereaux uit het eerdere werk De Wreker maken ook hier hun opwachting.

## Synopsis
Wanneer de Amerikaanse president het hartverscheurende verhaal hoort van de zoon van zijn huishoudster die aan een overdosis cocaïne is gestorven, besluit hij de cocaïne-industrie te vernietigen. Hij huurt hiervoor de gepensioneerde CIA-bons Paul Devereaux in, bijgenaamd de Cobra vanwege zijn koelbloedigheid en meedogenloosheid, en dit wordt dan ook de naam van de operatie. Devereaux schakelt zijn ex-tegenstander Cal Dexter in, omdat deze een van de weinige personen was die hem ooit te slim af is geweest. 
De cocaïnehandel wordt beheerst door een Colombiaans kartel dat onder leiding staat van Don Diego Esteban met daaronder diens luitenants. Het kartel verscheept de drugs direct naar Europa en Amerika, of naar Afrika of Mexico, waar deze wordt gekocht door de grotere misdaadsyndicaten. Deze verkopen de drugs weer aan kleinere Europese en Amerikaanse bendes, vanwaar het de drugsdealers en uiteindelijk de gebruikers bereikt. Het kartel is zeer machtig en gebruikt geavanceerde smokkelmethoden. De zwakke plek zijn de scheeps- en luchtroutes naar Europa, Amerika en Afrika, die kunnen worden afgesneden. 
Met speciale voor de pers stilgehouden onderscheppingsacties worden verschillende smokkelschepen en luchttransporten onderschept waarbij hun zenders geblokkeerd worden zodat het cocaïnekartel niet kan worden ingelicht. De smokkelaars worden in het geheim zonder berechting op Diego Garcia opgesloten. Deze aanpak is mogelijk door een wetswijziging waarbij invoer van cocaïne als terroristische actie wordt aangemerkt hetgeen de autoriteiten meer vrijheid geeft. Bovendien weten Dexter en Devereux een van de luitenanten van het kartel onder druk te zetten waardoor deze niet alleen in de gevangenis belandt, maar ook een lijst van medeplichtigen in verschillende havens lekt, waardoor de politie in deze landen eveneens grote ladingen cocaïne onderschept.
Dit veroorzaakt een tekort aan cocaïne en de Europese en Amerikaanse bendes beklagen zich bij het Colombiaanse kartel dat de cocaïne produceert. Don Diego Esteban vermoedt, aangezien de ladingen simpelweg verdwijnen, dat zijn cocaïne door een andere bende gestolen wordt. Door het tekort worden de resterende drugs steeds verder versneden wat tot sterfgevallen onder verslaafden leidt.
Dit vermoeden wordt bevestigd wanneer verdwenen coke alsnog in onderscheppingen in Europa en Amerika opduikt. De Colombianen verklaren de oorlog aan hun afnemers, en al snel beginnen de bendes, van groot tot klein, te vechten om de resterende coke. Een ongekende bende-oorlog is het gevolg. De Colombianen vermoorden de bazen van de 'Ndrangheta en de Galicische smokkelaars, Mexicaanse drugskartels raken slaags met de Colombianen en elkaar, en de oorlog breidt zich uit naar de straten en binnen de gevangenissen als de kleinere Europese en Amerikaanse straat-, drugs- en gevangenisbendes slaags raken. Don Diego Esteban houdt weliswaar de overhand over de andere bendes, maar lijdt grote schade, en door zowel de Cobra-operatie als de bende-oorlog raakt hij zijn bekwaamste luitenants kwijt.
Devereaux bekent aan Dexter dat dit zijn ware bedoeling is: de bendes zelf het vuile werk laten opknappen. Geen macht ter wereld had de stille onderscheppingen lang vol kunnen houden dus koos Devereaux ervoor de bendes tegen elkaar op te zetten zodat ze zouden slagen waar Justitie in had gefaald: de cocaïnehandel vernietigen, en wel door elkaar te vernietigen.
De bendeoorlog eist echter ook onschuldige slachtoffers waardoor de president, onder zware politieke druk, eist dat de operatie wordt stopgezet. Devereaux is woedend aangezien het doel bijna bereikt was. Hij steelt de in beslag genomen coke en probeert deze aan het kartel te verkopen. Dexter ontdekt de truc en het verraad en onderschept en vernietigt Devereaux' lading. Niet lang daarna wordt Devereaux achter zijn bureau aangetroffen met twee kogels in zijn lichaam: de wraak van de Don voor het niet nakomen van de afspraak.